# Synchaeta grandis
Synchaeta grandis är en hjuldjursart som beskrevs av Zacharias 1893. Synchaeta grandis ingår i släktet Synchaeta och familjen Synchaetidae. Arten är reproducerande i Sverige. Inga underarter finns listade i Catalogue of Life.